# 경성공업전습소
경성공업전습소는 1895년 경성(오늘날 서울)에 세워진 관립공업전문학교이다. 이후 1899년 6월 공포된 상공학교 관제에 의해 상공학교로 개칭되었다. 이후 1904년 농상공학교가 되었다가 1915년 경성공업전문학교로 개칭되었다. 이후 경성공업전문학교의 부속공업전습소로 이름은 이어가다 1922년 분리되며 이름이 경성공업학교로 개칭되었다. 이후 1946년 8월 서울대학교 공과대학의 발족으로 경성공업전문학교와 함께 병합되었다. 